# Saint-Christaud (Alto Garona)
 Saint-Christaud  es una población y comuna francesa, en la región de Mediodía-Pirineos, departamento de Alto Garona, en el distrito de Muret y cantón de Montesquieu-Volvestre.

## Demografía
| 213 | 204 | 181 | 199 | 223 | 229 |
| Para los censos de 1962 a 1999 la población legal corresponde a la población sin duplicidades (Fuente: INSEE [Consultar]) |     |     |     |     |     |